# 129
سنة 129 م (بالأرقام الرومانية: CXXIX) كانت سنة بسيطة تبدأ يوم الجمعة (الرابط يظهر نموذج الجدول الزمني الكامل للسنة) من التقويم اليولياني. بدأت تسمية السنة ب129 منذ العصور الوسطى المبكرة، عندما أصبح تقويم أنو دوميني هو الأسلوب السائد في أوروبا لتسمية السنوات.

## مواليد
- جالينوس طبيبٌ إغريقي من مؤسسي علم التشريح والأعصاب و علم وظائف الأعضاء